# رضي الحسيني الشيرازي
آية الله السيد رضي الحسيني الشيرازي (الفارسية: رضى حسينى شيرازى) (29 آذار 1927 - 1 كانون الأول 2021) كان رجل دين مسلمًا إيرانيًا وهو فقيه وفيلسوف وعالم في الكلام من المذهب الشيعي. كان حفيدًا للفقيه الشيعي الشهير ميرزا الشيرازي، رائد احتجاجات التبغ ومنعها في أوائل القرن العشرين. كان رضي الحسيني إمام مسجد الشفاء في يوسف آباد في طهران.

## الحياة المبكرة والتعليم
وُلد الشيرازي في النجف بالعراق. كان ينحدر من عائلة شيرازية دينية مرموقة. كان والده السيد محمد حسين الشيرازي (ت 1955)، ابن آية الله العظمى ميرزا علي آغا الشيرازي (ت 1936). ووالدته هي ابنة الشيخ محمد كاظم الشيرازي (ت 1948). إن رضي الشيرازي هو الأكبر بين ثمانية أشقاء، أربعة إخوة وثلاث أخوات. شقيقه مصطفى هو أستاذ أكاديمي في العلوم الزراعية، ويعيش في ولاية أوريغون. أما شقيقه باقر الحسيني الشيرازي فهو أستاذ جامعي في الهندسة المعمارية ومتخصص في العمارة الإسلامية.
بدأ الشيرازي تعليمه الديني في سن مبكرة في النجف، ودرس على يد جده الشيخ محمد كاظم الشيرازي، والسيد أبو القاسم الخوئي، والشيخ حسين الحلي، والشيخ باقر الزنجاني. ثم هاجر إلى إيران، ودرس عند أبي الحسن الشعراني، ومحمد تقي آملي، وفضل توني، وميرزا أحمد أشتياني، والشيخ مجتبى لنكراني، والعلامة السيد أبو الحسن رفيع قزويني، وميرزا مهدي إلهي قمشهي.
حصل على الاجتهاد في عام 1953، حيث حصل على إجازات السيد جمال الدين كلبايكاني، والسيد عبد الهادي الشيرازي، وميرزا أبو الحسن رفيع، والشيخ محمد حسين كاشف الغطاء.

## المسيرة الدينية
قام الشيرازي بالتدريس في أماكن مختلفة عديدة، مثل مدرسة المروي، ومدرسة سيباهسالار (جامعة مطهري)، وجامعة طهران كعضو هيئة تدريس في قسم الكلام واللاهوت الإسلامي. وكان الشيرازي ممثلًا للمرجع الديني الكبير حسين البروجردي في المؤتمر الدولي للمسجد الأقصى المبارك الذي تُقيمه إيران سنويًّا منذ الثورة الإسلامية في محاولتها للتذكير بالوحشية الإسرائيلية على الفلسطينيين. كان إمام مسجد الشفاء في يوسف آباد في طهران. وكجزء من عمله الدعوي الإسلامي، نجح الشيرازي في تحويل ما يزيد قليلًا عن 500 شخص إلى الديانة الإسلامية.

### الأعمال
وقد كتب الشيرازي العديد من المؤلفات في موضوعات الفلسفة وعلم الكلام والفقه.
ومن بين أعماله:
- شرح قصائد الحكمة (مجلدان، شرح المنظومة)
- السفر الأصفر (مجلدان)،
- نقد وتخطيط الأفكار ، زولال حكمت (تفسير القرآن الكريم) ،
- زولالي حكمت (الأخلاق) .

## الوفاة
توفي الشيرازي في طهران يوم الأربعاء 1 كانون الأول 2021 عن عمر يناهز 94 عامًا. دُفن في مرقد الإمام علي في النجف.

## طالع أيضًا
- الفلسفة الإسلامية
- ميرزا الشيرازي
- تقي الطباطبائي القمي